# Hirundinea ferruginea
Hirundinea ferruginea là một loài chim trong họ Tyrannidae.
Đây là loài bản địa Nam Mỹ, nơi sinh sống tự nhiên của chúng là những vách đá và lởm chởm trong vùng lân cận của rừng khô nhiệt đới hoặc cận nhiệt đới, rừng ẩm thấp nhiệt đới hoặc cận nhiệt đới, rừng ẩm nhiệt đới hoặc cận nhiệt đới và rừng trước đây bị suy thoái nặng nề.

## Mô tả
Cá thể trưởng thành dài khoảng 18,5 cm. Mỏ rộng và đôi cánh dài nhọn, giống như của một con én. Phần trên có màu nâu sẫm, với phần đuôi và phần đuôi đặc biệt. Các đầu của lông cánh sẫm màu, nhưng các phần còn lại là nâu đỏ quế và chúng được phơi ra trong chuyến bay. Phần dưới là quế nhợt nhạt, có một vài đốm màu xám trên cổ họng. 

## Phân loài
- H. f. ferruginea
- H. f. bellicosa
- H. f. pallidior
- H. f. sclateri